# Simena aequinoctialis
Simena aequinoctialis är en fjärilsart som beskrevs av Jean Baptiste Boisduval 1870. Simena aequinoctialis ingår i släktet Simena och familjen mätare. Inga underarter finns listade i Catalogue of Life.